# Сестра на Георги Сурсувул
Сестрата на Георги Сурсувул е царица на Първото българско царство.
Сведенията за нея са оскъдни, като името ѝ е неизвестно. Тя е сестра на влиятелния болярин Георги Сурсувул. Омъжена за цар Симеон I вероятно около 898 година. Двамата имат трима сина – бъдещия цар Петър I, Иван и Вениамин и неизвестен брой дъщери.